# Bromelioideae
Bromelioideae é uma subfamília das bromélias (Bromeliaceae). É a subfamília com o maior número de gêneros, porém com o menor número de espécies. Muitas das spp. deste grupo são epífitas, das quais algumas se adaptaram em condições terrestres.
É a subfamília de bromélias mais cultivada para usos paisagísticos.

## Gêneros
| - Andrea Mez - Aechmea Ruiz & Pav. - Ananas Mill. - Androlepis Brongn ex Houllet - Araeococcus Brongn - Billbergia Thunb. - Bromelia L. - Canistropsis (Mez ) Leme - Canistrum E.Morren - Cryptanthus Otto & A.Dietr. - Deinacanthon Mez - Disteganthus Lem. - Edmundoa Leme - Fascicularia Mez - Fernseea Baker | - Greigia Regel - Hohenbergia Schult.f. - Hohenbergiopsis L.B.Sm. & Read - Neoglaziovia Mez - Neoregelia L.B.Sm. - Nidularium Lem. - Ochagavia Phil. - Orthophytum Beer - Portea K. Koch - Pseudaechmea L.B.Sm. & Read - Pseudananas Hassl. ex Harms - Quesnelia Gaudich. - Ronnbergia E.Morren & Andre - Ursulaea R.W.Read & H.U.Baensch - Wittrockia Lindm. |